# Gare du Rossio
La gare du Rossio (en portugais : Estação de Caminhos de Ferro do Rossio) est une gare ferroviaire du centre-ville de Lisbonne. 
La gare du Rossio est localisée au nord-ouest de la place Don Pedro IV, qui s'appelait jadis place du Rossio, dans le centre de Lisbonne. Elle était autrefois connue sous le nom de Estação central (Gare centrale).

## Histoire
Gare de la Société royale des chemins de fer portugais, pour desservir la région de Sintra, elle est conçue par l’architecte José Luis Monteiro, la construction débute en 1888, l'inauguration ayant lieu le 23 novembre 1890. 
Les trains y accèdent grâce à un tunnel long de 2 600 m de longueur, qui est considéré comme un des plus importants travaux d’ingénierie au Portugal au XIXe siècle.
La gare du Rossio est demeurée le principal terminal de passagers de Lisbonne jusqu’au milieu du XXe siècle. Fermée en 2004 pour des travaux de rénovation dans le tunnel, elle est rouverte en 2008.